# Разгор при Жабљеку
Разгор при Жабљеку (словен. Razgor pri Žabljeku) је насељено место у општини Словенска Бистрица, Подравска регија, Словенија.

## Историја
До територијалне реорганизације у Словенији био је у саставу старе општине Словенска Бистрица.

## Становништво
У попису становништва из 2011. године, Разгор при Жабљеку је имао 98 становника.
| Број становника према пописима | Број становника према пописима | Број становника према пописима |
| ------------------------------ | ------------------------------ | ------------------------------ |
| 1991                           | 2002                           | 2011                           |
| 84                             | 94                             | 98                             |

Напомена: До 1998. исказивано под именом Разгор. Године 1987. увећано за део насеља Долги Врх. Исте године смањено је за део насеља који је са издвојеним деловима из насеља Згорња Брежница, Жабљек и Лапорје, спојен у ново самостално насеље Крижни Врх.